# アリューシャン地震 (1946年)
1946年のアリューシャン地震（アリューシャンじしん）は、同年4月1日にアリューシャン列島東部のウニマク島付近を震源として発生した地震。

## 概要
1946年4月1日、アリューシャン列島のウニマク島近くで地震があり、津波が発生した。地震は震源の深さ50km、モーメントマグニチュード (Mw) 8.1（表面波マグニチュード (Ms) は7.8）だった。ウニマク島では海抜40メートル程度の所にある灯台が津波で破壊されたほどであったが、津波はハワイで激甚な被害を出した他は、太平洋沿岸の北アメリカ西岸でも日本でも殆ど観測されず、ハワイに被害が集中した。死者・行方不明者は165名。津波による被害は2600万ドルに及んだ。
この津波被害を受け、アメリカ合衆国は地震警戒システムをつくった。この組織は1949年に、太平洋津波警報センター (Pacific Tsunami Warning Center) という名称になった。被害発生の際に、ハワイの日系住民らが「ツナミ」という語を用いたことがきっかけで、センター名に同語が使われ、アメリカおよび英語圏において津波を意味する学術用語化し、その後の2004年スマトラ島沖地震津波を経て国際語化する要因にもなった。